# 곽이안
곽이안(2007년 ~)은 대한민국의 뮤지컬 배우다.

## 방송
- 위키드 (2016)

## 공연
- 미스사이공 (2011)
- 마리 앙투아네트 (2014)
- 레미제라블 (2015)
- 모차르트! (2016)
- 팬텀 (2016)
- 빌리 엘리어트 (2017)
- 마틸다 (2018)
- 금강 (2019)

## 음반
- 위키드 Part.3 (2016)
- 위키드 Part.4 (2016)
- 위키드 (2016)
- Fall To Fly (2019)